# Grand Prix automobile de Monaco 2002
GP précédent GP suivant
Le Grand Prix automobile de Monaco 2002 (Grand Prix de Monaco 2002), disputé le 26 mai 2002 sur le circuit de Monaco, est la 687e épreuve du championnat du monde de Formule 1 courue depuis 1950. Il s'agit de la 60e édition du Grand Prix de Monaco, la 49e comptant pour le championnat du monde de Formule 1 et la septième manche du championnat 2002.

## Classement
| Pos  | N° | Pilote                | Écurie           | Tours | Temps/Abandon                      | Grille | Points |
| ---- | -- | --------------------- | ---------------- | ----- | ---------------------------------- | ------ | ------ |
| 1    | 3  | David Coulthard       | McLaren-Mercedes | 78    | 1 h 45 min 39 s 055 (149,280 km/h) | 2      | 10     |
| 2    | 1  | Michael Schumacher    | Ferrari          | 78    | + 1 s 050                          | 3      | 6      |
| 3    | 5  | Ralf Schumacher       | Williams-BMW     | 78    | + 1 min 07 s 450                   | 4      | 4      |
| 4    | 14 | Jarno Trulli          | Renault          | 77    | + 1 tour                           | 7      | 3      |
| 5    | 9  | Giancarlo Fisichella  | Jordan-Honda     | 77    | + 1 tour                           | 11     | 2      |
| 6    | 20 | Heinz-Harald Frentzen | Arrows-Cosworth  | 77    | + 1 tour                           | 12     | 1      |
| 7    | 2  | Rubens Barrichello    | Ferrari          | 77    | + 1 tour                           | 5      |        |
| 8    | 7  | Nick Heidfeld         | Sauber-Petronas  | 76    | + 2 tours                          | 17     |        |
| 9    | 16 | Eddie Irvine          | Jaguar-Cosworth  | 76    | + 2 tours                          | 21     |        |
| 10   | 17 | Pedro de la Rosa      | Jaguar-Cosworth  | 76    | + 2 tours                          | 20     |        |
| 11   | 23 | Mark Webber           | Minardi-Asiatech | 76    | + 2 tours                          | 19     |        |
| 12   | 21 | Enrique Bernoldi      | Arrows-Cosworth  | 76    | + 2 tours                          | 15     |        |
| Abd. | 24 | Mika Salo             | Toyota           | 69    | Freins                             | 9      |        |
| Abd. | 8  | Felipe Massa          | Sauber-Petronas  | 63    | Accident                           | 13     |        |
| Abd. | 12 | Olivier Panis         | BAR-Honda        | 51    | Collision                          | 18     |        |
| Abd. | 15 | Jenson Button         | Renault          | 51    | Collision                          | 8      |        |
| Abd. | 6  | Juan Pablo Montoya    | Williams-BMW     | 46    | Moteur                             | 1      |        |
| Abd. | 11 | Jacques Villeneuve    | BAR-Honda        | 44    | Mécanique                          | 14     |        |
| Abd. | 4  | Kimi Räikkönen        | McLaren-Mercedes | 41    | Collision                          | 6      |        |
| Abd. | 22 | Alex Yoong            | Minardi-Asiatech | 29    | Accident                           | 22     |        |
| Abd. | 10 | Takuma Satō           | Jordan-Honda     | 22    | Sortie de piste                    | 16     |        |
| Abd. | 25 | Allan McNish          | Toyota           | 15    | Accident                           | 10     |        |

## Pole position record du tour
- Pole position : Juan Pablo Montoya en 1 min 16 s 676
- Tour le plus rapide : Rubens Barrichello en 1 min 18 s 023 au 68e tour.

## Tours en tête
- David Coulthard : 78 (1-78)

## Statistiques
- 12e victoire pour David Coulthard.
- 135e victoire pour McLaren en tant que constructeur.
- 40e victoire pour Mercedes en tant que motoriste.